# Campeonato Paranaense de Futsal de 2014 - Segunda Divisão
O Campeonato Paranaense de Futsal de 2014 - Segunda Divisão, cujo nome usual é Chave Prata, será a 20ª edição da segunda mais importante competição da modalidade no estado, sua organização é de competência da Federação Paranaense de Futsal.  
A edição 2014, foi decidida entre o Caramuru e a equipe do Itaipulândia, sendo que o título ficou para o clube castrense, ambos ascenderam a divisão de elite do salonismo paranaense, assim como o Dois Vizinhos, que bateu o Assaí, e conseguiu a terceira vaga do acesso.

## Regulamento
O Campeonato Paranaense Futsal Chave Prata 2014, será disputado em quatro fases com o início previsto para o dia 3 de maio e término em 13 de dezembro.
Primeira fase
Na Primeira fase, as 10 equipes jogam entre si em Turno e Returno, com jogos de ida e colta. Se qualificam para a Segunda Fase os 8 melhores colocados;
Segunda Fase
As 8 equipes classificadas, serão dividas em dois grupos de 4 componentes cada, jogando novamente em turno e returno. Os dois melhores de cada um desses grupos avançam para a semifinal;
Terceira Fase (Semi-Final)
Os quatro classificados, serão divididos em duas chaves, jogando em Play-Off eliminatório de duas partidas, com a equipe de melhor campanha tendo a vantagem do empate, para ficar com a vaga, em caso de vitórias alternadas a decisão será na prorrogação, sendo o empate também em favor da equipe de melhor campanha. As melhores posicionadas da Primeira Fase, jogarão a segunda partida em casa, assim como a terceira se esta for necessária. Classificam-se para a Quinta Fase (Final) as equipes vencedoras de cada chave, que garantem também o acesso a Chave Ouro 2015, já as perdedoras, disputarão dois jogos extras, com os mesmos critérios de desempate, para definir o terceiro promovido a elite. 
Quarta Fase (Final)
Os dois times vencedores, disputam a grande final do torneio a fim de definir o campeão da edição. A decisão ocorrerá em duas partidas,  com a equipe de melhor campanha tendo a vantagem do empate, para ficar com  para ficar com o título, em caso de vitórias alternadas a decisão será na prorrogação, sendo o empate também em favor da equipe de melhor campanha. O melhor posicionado da Primeira Fase, jogará a segunda partida em casa.
Rebaixamento
Não haverá rebaixamento a Chave Bronze nesta edição.
Critérios de Desempate
1. Equipe que obtiver o maior número de pontos;
2. Confronto direto;
3. Gol average (maior quociente da divisão do número de gols marcados pelo número de gols sofridos);
4. Menor média de gols sofridos na Fase (número de gols sofridos divididos pelo número de jogos);
5. Maior média de gols marcados na Fase (número de gols feitos dividido pelo número de jogos);
6. Maior saldo;
7. Sorteio.

## Participantes em2014
| Clube                                     | Cidade                    | Em 2013           | Ginásio                                        | Títulos        |
| ----------------------------------------- | ------------------------- | ----------------- | ---------------------------------------------- | -------------- |
| Assaí Futsal                              | Assaí                     | 4º (Chave Bronze) | Ginásio Yoshihiro Nonomura                     | 0 (não possui) |
| Caramuru                                  | Castro                    | 2º (Chave Bronze) | Douglas Pereira                                | 0 (não possui) |
| Dois Vizinhos                             | Dois Vizinhos             | 9º                | Ginásio Poliesportivo Teodorico Guimarães      | 0 (não possui) |
| Associação Desportiva Faxinalense         | Faxinal                   | 3º (Chave Bronze) | Ginásio Manoel Bento Ozório Teixeira           | 0 (não possui) |
| Associação de Futsal Itaipulandiense      | Itaipulândia              | 4º                | Ginásio Municipal Irineu Luiz Friedrich        | 1 (2001)       |
| Ivaí1                                     | Ivaí                      | 15º (Chave Ouro)  | Sorozão                                        | 1 (2012)       |
| Associação dos Desportistas de Matelândia | Matelândia                | 3º                | Ginásio Municipal de Esportes de Matelândia    | 1 (2005)       |
| Associação Rebouçense de Futebol de Salão | Rebouças                  | 4º (Chave Bronze) | Ginásio Camilo Machado de Miranda              | 0 (não possui) |
| Associação Santa Terezinha de Itaipu      | Santa Terezinha do Itaipu | 6º                | Ginásio Municipal de Santa Terezinha de Itaipu | 0 (não possui) |
| São José dos Pinhas Futsal                | São José dos Pinhais      | 6º                | Ginásio Poliesportivo Max Rosenmann            | 0 (não possui) |

- 1O Ivaí, desistiu do campeonato em meio a competição, desta forma seus jogos realizados na segunda fase, foram anulados.[3]

## Primeira Fase
| Pos | Times                     | Pts | J  | V  | E | D  | GP | GC  | SG  | GA   | %     | Classificação                     |
| --- | ------------------------- | --- | -- | -- | - | -- | -- | --- | --- | ---- | ----- | --------------------------------- |
| 1   | Caramuru                  | 36  | 15 | 11 | 3 | 1  | 59 | 35  | 24  | 1,69 | 80%   | Classificados para a Segunda Fase |
| 2   | São José dos Pinhais      | 31  | 15 | 9  | 4 | 2  | 57 | 35  | 22  | 1,63 | 58,3% | Classificados para a Segunda Fase |
| 3   | Dois Vizinhos             | 28  | 16 | 8  | 4 | 4  | 42 | 20  | 22  | 2,10 | 62,2% | Classificados para a Segunda Fase |
| 4   | Ivaí                      | 27  | 16 | 8  | 3 | 5  | 61 | 37  | 24  | 1,65 | 56,5% | Classificados para a Segunda Fase |
| 5   | Matelândia                | 26  | 16 | 7  | 5 | 4  | 70 | 53  | 17  | 1,32 | 54,7% | Classificados para a Segunda Fase |
| 6   | Rebouças                  | 21  | 16 | 6  | 3 | 7  | 42 | 41  | 1   | 1,02 | 43,5% | Classificados para a Segunda Fase |
| 7   | Itaipulândia              | 19  | 16 | 5  | 4 | 7  | 45 | 47  | -2  | 0,96 | 39,3% | Classificados para a Segunda Fase |
| 8   | Assaí                     | 16  | 15 | 4  | 4 | 7  | 49 | 57  | -8  | 0,86 | 35,6% | Classificados para a Segunda Fase |
| 9   | Santa Terezinha de Itaipu | 12  | 15 | 4  | 0 | 11 | 36 | 46  | -10 | 0,78 | 26,7% | Eliminados                        |
| 10  | Faxinal                   | 3   | 16 | 1  | 0 | 15 | 40 | 130 | -90 | 0,31 | 6,5%  | Eliminados                        |

### Confrontos
Para ler a tabela, a linha horizontal representa os jogos da equipe como mandante. A coluna vertical indica os jogos da equipe como visitante.
|                 | ASS  | CMU | DOI | FAX  | ITA  | IVA  | MAT  | REB | STI  | SJO   |
| --------------- | ---- | --- | --- | ---- | ---- | ---- | ---- | --- | ---- | ----- |
| Assaí           | —    | 6–2 | 0–2 | 9–1  | 2–4  | 2–5  | 1–3  | 7–3 | 2–0  | 3–3   |
| Caramuru        | 5–2  | —   | 3–0 | 4–2  | 5–0  | 2–2  | 7–5  | 5–4 | 5–2  | 2–2   |
| Dois Vizinhos   | 2–2  | 0–1 | —   | 11–0 | 4–1  | 1–1  | 5–2  | 2–0 | 3–0  | 2–2   |
| Faxinal         | 1–8  | 5–8 | 3–8 | —    | 1–10 | 2–12 | 8–12 | 4–7 | 4–9  | 0–5   |
| Itaipulândia    | 4–4  | 2–2 | 1–4 | 6–3  | —    | 4–3  | 3–3  | 2–3 | 2–3  | 9–3   |
| Ivaí            | 4–3  | 3–3 | 2–1 | 11–4 | 5–1  | —    | 1–1  | 3–0 | 1-wo | 2–4   |
| Matelândia      | 9–0  | 5–4 | 2–2 | 15–0 | 2–2  | 4–3  | —    | 1–1 | 5–7  | 7–2   |
| Rebouças        | 3–3  | 1–2 | 2–0 | 8–0  | 2–0  | 1–2  | 3–2  | —   | 5–4  | 2–4   |
| Santa Terezinha | 2–3  | 2–3 | 0–1 | 3–4  | 1–2  | 1–0  | 3–4  | 1–3 | —    | 10–11 |
| São José        | 10–1 | 0–5 | 0–1 | 6–2  | 2–1  | 5–4  | 6–5  | 3–3 | 3–0  | —     |

| Vitória do mandante; Vitória do visitante; Empate. | Em vermelho os jogos da próxima rodada; Em negrito os jogos "clássicos". |

## Segunda Fase
Atualizado em 23 de novembro.
[1]

### Grupo A
| Pos | Times        | Pts | J | V | E | D | GP | GC | SG | GA   | %    | Classificação               |
| --- | ------------ | --- | - | - | - | - | -- | -- | -- | ---- | ---- | --------------------------- |
| 1   | Caramuru     | 12  | 4 | 4 | 0 | 0 | 18 | 7  | 11 | 2,57 | 100% | Classificados aos Play-Offs |
| 2   | Assaí Futsal | 3   | 4 | 1 | 0 | 3 | 13 | 17 | -4 | 0,76 | 25%  | Classificados aos Play-Offs |
| 3   | Matelândia   | 3   | 4 | 1 | 0 | 3 | 18 | 25 | -7 | 0,72 | 25%  | Eliminado                   |

#### Confrontos
Para ler a tabela, a linha horizontal representa os jogos da equipe como mandante. A coluna vertical indica os jogos da equipe como visitante.
|            | ASS | CMU | MAT |
| ---------- | --- | --- | --- |
| Assaí      | —   | 2–3 | 7–5 |
| Caramuru   | 1–0 | —   | 7–2 |
| Matelândia | 8–4 | 3–7 | —   |

| Vitória do mandante; Vitória do visitante; Empate. | Em vermelho os jogos da próxima rodada; Em negrito os jogos "clássicos". |

#### Desempenho por rodada
Clubes que ficaram na primeira colocação ao final de cada rodada
| Rodadas | Rodadas | Rodadas | Rodadas |
| ------- | ------- | ------- | ------- |
| 1       | 2       | 3       | 4       |
| CMU     |         |         |         |

Clubes que ficaram na última colocação ao final de cada rodada
| Rodadas | Rodadas | Rodadas | Rodadas |
| ------- | ------- | ------- | ------- |
| 1       | 2       | 3       | 4       |
| ASS     | ASS     | ASS     | MAT     |

### Grupo B
| Pos | Times               | Pts | J | V | E | D | GP | GC | SG | GA   | %     | Classificação               |
| --- | ------------------- | --- | - | - | - | - | -- | -- | -- | ---- | ----- | --------------------------- |
| 1   | Itaipulândia        | 13  | 6 | 4 | 1 | 1 | 23 | 16 | 7  | 1,44 | 72,2% | Classificados aos Play-Offs |
| 2   | Dois Vizinhos       | 9   | 6 | 3 | 0 | 3 | 12 | 12 | 0  | 1,00 | 50%   | Classificados aos Play-Offs |
| 3   | Rebouças            | 7   | 6 | 2 | 1 | 3 | 19 | 20 | -1 | 0,95 | 38,8% | Eliminados                  |
| 4   | São José dos Pinhas | 5   | 6 | 1 | 2 | 3 | 13 | 19 | -6 | 0,68 | 27,7% | Eliminados                  |

#### Confrontos
Para ler a tabela, a linha horizontal representa os jogos da equipe como mandante. A coluna vertical indica os jogos da equipe como visitante.
|               | DOI | ITA | REB | SJO |
| ------------- | --- | --- | --- | --- |
| Dois Vizinhos | —   | 4–1 | 3–2 | 4–1 |
| Itaipulândia  | 4-1 | —   | 7–3 | 1–1 |
| Rebouças      | 3–0 | 3–4 | —   | 4-2 |
| São José      | 1–0 | 4–6 | 4–4 | —   |

| Vitória do mandante; Vitória do visitante; Empate. | Em vermelho os jogos da próxima rodada; Em negrito os jogos "clássicos". |

#### Desempenho por rodada
Clubes que ficaram na primeira colocação ao final de cada rodada
| Rodadas | Rodadas | Rodadas | Rodadas | Rodadas | Rodadas |
| ------- | ------- | ------- | ------- | ------- | ------- |
| 1       | 2       | 3       | 4       | 5       | 6       |
| ITA     |         |         |         |         |         |

Clubes que ficaram na última colocação ao final de cada rodada
| Rodadas | Rodadas | Rodadas | Rodadas | Rodadas | Rodadas |
| ------- | ------- | ------- | ------- | ------- | ------- |
| 1       | 2       | 3       | 4       | 5       | 6       |
| DOI     | DOI     | DOI     | DOI     | SJO     | SJO     |

## Play-Offs
|  | Semifinais          | Semifinais          |          |                    | Final              | Final    |  |
|  |                     |                     |          |                    |                    |          |  |
|  | 22 e 29 de novembro |                     |          |                    |                    |          |  |
|  | Caramuru            | 2 (2)               |          |                    |                    |          |  |
|  | Dois Vizinhos       | 2 (1)               |          |                    |                    |          |  |
|  |                     |                     |          |                    |                    |          |  |
|  |                     |                     |          |                    | 6 e 13 de dezembro |          |  |
|  |                     |                     |          |                    | Caramuru           | 1 (4)(2) |  |
|  |                     | Itaipulândia        | 2 (2)(1) |                    |                    |          |  |
|  |                     |                     |          |                    |                    |          |  |
|  |                     |                     |          |                    |                    |          |  |
|  |                     |                     |          |                    | Terceiro lugar     |          |  |
|  | 22 e 29 de novembro | 22 e 29 de novembro |          | 6 e 13 de dezembro | 6 e 13 de dezembro |          |  |
|  | Itaipulândia        | 3 (7)               |          | Dois Vizinhos      | 2 (8)              |          |  |
|  | Assaí               | 3 (2)               |          |                    | Assaí              | 0 (2)    |  |

## Terceira Vaga do Acesso

### Primeiro jogo
| 6 de dezembro | Assaí | 0 - 2     | Dois Vizinhos                  | Ginásio Yoshihiro Nonomura, Assaí                                                                                          |
| 20:30 (UTC−3) |       | Relatório | Maringá 06:47' · Paraná 38:54' | Árbitro: Marcio Elechandre Carneiro Árbitro2:Gustavo Rossetim Cronometrista:Sidnei Texeira Anotador:Robson Zambrana Macedo |

### Segundo jogo
| 13 de dezembro | Dois Vizinhos | 8 - 2     | Assaí Futsal                  | Ginásio Poliesportivo Teodorico Guimarães, Dois Vizinhos                                                            |
| 20:30 (UTC−3)  | Viola 04:50' 35:45' · Maringá 09:31' 21:33' · Neto Caraúbas 11:01' · Betinho Potiguar 38:25' · Diego Tabaldi 39:09' | Relatório | Mayko 12:27' · Romildo 23:55' | Árbitro: Daniel Alexandre Beal Árbitro2:Jefferson Luis Cronometrista:Adilson Fiorentin Anotador:Assiane Rocha Milek |

## Final

### Primeiro jogo
| 6 de dezembro | Itaipulândia                 | 2 - 1     | Caramuru           | Ginásio Municipal Irineu Luiz Friedrich, Itaipulândia                                                                                                   |
| 20:30 (UTC−3) | Luciano 23:09' · Neto 37:54' | Relatório | Thiago Sady 23:55' | Árbitro: Carlos Frederico Scalassara Árbitro2:Clovis Danielton Bordiinosk Cronometrista:Kessy Ana Ocorizzi Ramalho Anotador:Diego Junior Bertola Hammes |

### Segundo jogo
| 13 de dezembro | Caramuru                                                                  | 4 – 2 2 – 1 (pro) | Itaipulândia                               | Ginásio Douglas Pereira, Castro |
| 20:30 (UTC−3)  | Erickson 02:54' 24:42' 39:50' · Fio 15:07' · lbério 45:48' · Guelé 49:58' | Relatório         | Felipinho 30:34' 46:25' · Dieguinho 39:42' | Árbitro: Ana Carolina Mazzetti Carbornar Árbitro2:Marcio Elechandre Carneiro Cronometrista:Sidnei Teixeira Anotador:Karin Hortmann |

## Artilharia
| Posição | Jogador          | Clube                      | Gols |
| ------- | ---------------- | -------------------------- | ---- |
| 1       | Carlos André     | Matelândia                 | 24   |
| 2       | Luan Cola        | Matelândia                 | 23   |
| 3       | Thiago Sady      | Caramuru                   | 21   |
| 3       | Romildo          | Assaí                      | 21   |
| 4       | Herick           | Matelândia                 | 19   |
| 5       | Neto             | Itaipulândia               | 17   |
| 5       | Abdel            | Itaipulândia               | 17   |
| 6       | Erickson         | Caramuru                   | 16   |
| 6       | Everton          | São José dos Pinhais       | 16   |
| 6       | Murilo           | São José dos Pinhas Futsal | 16   |
| 7       | Betinho Potiguar | Dois Vizinhos              | 15   |

## Premiação
| Chave Prata 2014                                            |
| ----------------------------------------------------------- |
| Associação Caramuru Esportes de Castro Campeão (1.º título) |

## Classificação Geral
| Pos | Times                                     | Pts | J  | V  | E | D  | GP | GC  | SG  | GA   | %     | Classificação               |
| --- | ----------------------------------------- | --- | -- | -- | - | -- | -- | --- | --- | ---- | ----- | --------------------------- |
| 1   | Caramuru                                  | 55  | 23 | 17 | 4 | 2  | 88 | 50  | 38  | 1,76 | 79,3% | Finalistas                  |
| 2   | Associação de Futsal Itaipulandiense      | 39  | 26 | 11 | 6 | 9  | 83 | 75  | 8   | 1,10 | 50%   | Finalistas                  |
| 3   | Dois Vizinhos                             | 44  | 26 | 13 | 5 | 8  | 67 | 38  | 29  | 1,76 | 56,1% | Eliminados nas semifinais   |
| 4   | Assaí Futsal                              | 20  | 23 | 5  | 5 | 13 | 69 | 94  | -25 | 0,73 | 28,1% | Eliminados nas semifinais   |
| 6   | Associação dos Desportistas de Matelândia | 29  | 20 | 8  | 5 | 7  | 88 | 70  | 18  | 1,25 | 48,3% | Eliminados na Segunda Fase  |
| 7   | Associação Rebouçense de Futebol de Salão | 28  | 22 | 8  | 4 | 10 | 61 | 61  | 0   | 1,00 | 42,2% | Eliminados na Segunda Fase  |
| 8   | Ivaí                                      | 27  | 16 | 8  | 3 | 5  | 61 | 37  | 24  | 1,65 | 56,5% | Eliminados na Segunda Fase  |
| 9   | Associação Santa Terezinha de Itaipu      | 12  | 15 | 4  | 0 | 11 | 36 | 46  | -10 | 0,78 | 26,7% | Eliminados na Primeira Fase |
| 10  | Associação Desportiva Faxinalense         | 3   | 16 | 1  | 0 | 15 | 40 | 130 | -90 | 0,31 | 6,5%  | Eliminados na Primeira Fase |